# Oleksandr Kaplijenko
Oleksandr Maksymovyč Kaplijenko (in ucraino Олександр Максимович Каплієнко?; Zaporižžja, 7 marzo 1996) è un calciatore ucraino, difensore dell'LNZ Čerkasy.

## Carriera

### Club
Ha giocato nella massima serie dei campionati ucraino, bielorusso e georgiano.

### Nazionale
Ha rappresentato le nazionali giovanili ucraine.

## Palmarès

### Club

#### Competizioni nazionali
- Campionato georgiano: 1

Dinamo Tbilisi: 2019